# 扎伊欽齊
49°35′27″N 33°21′54″E / 49.59083°N 33.36500°E
扎伊欽齊（烏克蘭語：Заїчинці），是烏克蘭中部的村莊，隸屬波爾塔瓦州的克雷門丘克區。該村處於霍羅爾河左岸，分別距離比利亞基3公里和巴庫米夫卡3.5公里，海拔高度83米，2001年人口632。